# Hlavní strana/Redakce
- O nás
- Česká Wikipedie
- Diskuse o Wikipedii
- Spolek Wikimedia ČR
- Kontakt
- Jak citovat Wikipedii

- Pomozte vylepšit
- Často čtené texty nižší kvality
- Další nedodělané články
- Chybějící články

- Podpora
- Úvod pro nováčky
- Řekněte si o pomoc
- Zdroje informací
- Často kladené otázky
- Časté chyby